# Harvardova univerzita

Znak s heslem „Veritas“

Harvardova univerzita (anglicky Harvard University; název podle Johna Harvarda, označení Harvardská je dle Internetové jazykové příručky ÚJČ AV ČR, v. v. i. také přípustná), byla založena roku 1636 a je nejstarší univerzitou na území USA. Sídlí ve městě Cambridge ve státě Massachusetts v bostonské aglomeraci a patří k nejprestižnějším univerzitám ve Spojených státech a ve světě. Jako nestátní univerzita je rovněž členem Ivy League.

## Historie
Univerzita byla založena jako kolej roku 1636, od roku 1639 Harvard College po massachusettském duchovním Johnu Harvardovi z města Charlestown v Massachusetts, který univerzitě odkázal svou knihovnu. Její absolventi se většinou stávali duchovními a všech prvních deset presidentů byli puritánští duchovní. V 18. století vznikaly první fakulty a od roku 1780 je to univerzita. Roku 1811 byl založen Massachusetts General Hospital (MGH), největší klinika univerzity. Univerzitu spravuje a financuje nadace, jejíž jmění od poloviny 19. století dary a odkazy nesmírně vzrostlo. V roce 1870 byl otevřen Annenberg Hall, nejznámější budova univerzity, a v roce 1915 Widener Library, hlavní budova knihovny. Původní kampus („Harvard Yard“) se rozrostl daleko do okolí a univerzita sídlí i na jiných místech bostonské aglomerace.

## Současnost
Harvard se pravidelně umisťuje na prvních místech v žebříčku nejlepších univerzit světa. Majetek univerzity v roce 2014 činil asi 36,4 miliardy USD a jeho výnos činí více než třetinu příjmů univerzity. Harvardova univerzita je tak zdaleka nejbohatší univerzitou na světě. Dalšími příjmy jsou školné (20%), státní příspěvek a další, zejména na vědecké projekty.
V současnosti má škola 14 fakult, řadu muzeí a galerií, klinik a výzkumných středisek, dvě divadla, několik hudebních těles, botanickou zahradu a také jednu z největších knihoven na světě (celkem asi 15 mil. svazků). Univerzita má vlastní banku, zdravotní zařízení, jídelny, koleje, policii i odvoz tříděných odpadků. Provoz zajišťuje asi 13 500 neučitelských zaměstnanců, z toho 11 000 tvoří personál klinik.
V roce 2025 se univerzita dostala do sporu s americkým prezidentem Donaldem Trumpem, který škola zakázal přijímat zahraniční studenty.

## Studenti a vyučující
Studuje zde přes 20 tisíc studentů z celého světa, z toho asi třetina pregraduálních. Bakalářské studium trvá typicky čtyři roky, nabízí řadu specializací (majors), kurzy jsou však volitelné a každý student si svůj program sestavuje podle toho, co chce studovat dál. Nováčci obvykle první rok bydlí na kolejích v hlavním kampusu (Harvard Yard), aby zažili prostředí malé koleje na velké univerzitě. Magisterské studium trvá typicky rok, doktorské tři až čtyři roky. Univerzita zaměstnává přes dva tisíce učitelů, z toho asi polovinu tvoří profesoři s trvalým úvazkem (tenure).

### Přijímací řízení
Přijímací řízení trvá rok a je velmi selektivní: ročně je přijato v průměru asi 7 % všech žadatelů (podle oborů), na bakalářský stupeň ještě méně. Typičtí úspěšní žadatelé o přijetí patří k nejlepším studentům na své škole (z objektivních kritérií jsou zohledňovány zejména testy SAT, SAT II. a zprůměrovaný prospěch ze střední školy za 4 roky studia), o přijetí však rozhodují i doporučující dopisy, mimoškolní aktivity uchazečů a dobrovolné činnosti. Školné je odstupňované podle oborů (nejdražší je business a medicína), průměrně kolem 40 tisíc USD ročně. V roce 2016 20 % pregraduálních studentů, jejichž rodiče mají nižší příjem než 65 000 USD ročně, neplatí školné; 70 % studentů dostává nějaký druh finanční pomoci.
Dne 3. července 2018 vydala Trumpova administrativa nařízení, kterým zrušila dosavadní praxi pozitivní diskriminace (tzv. affirmative action) na amerických středních a vysokých školách, které se mohly při přijímání studentů rozhodovat podle rasového klíče a směly zvýhodňovat afroamerické a hispánské uchazeče o přijetí. Harvardova univerzita se rozhodla nařízení vlády ignorovat a chce pokračovat v uplatňování rasového hlediska při výběru budoucích studentů. Skupina zvaná Students for Fair Admissions (Studenti za spravedlivé přijímačky) podala na Harvardovu univerzitu žalobu, kterou podporuje americké ministerstvo spravedlnosti.

## Významné osobnosti
S Harvardovou univerzitou souvisí řada slavných osob, historických i současných. Na Harvardově univerzitě studovalo 8 amerických prezidentů a jen v letech 1965–2019 získali její pracovníci a absolventi 52 Nobelových cen.

### Nositelé Nobelovy ceny
- Philip Warren Anderson – nositel Nobelovy ceny za fyziku 1977
- Christian B. Anfinsen – nositel Nobelovy ceny za chemii 1972
- Kenneth Arrow – nositel Nobelovy ceny za ekonomii 1972
- Abhijit Banerjee – nositel Nobelovy ceny za ekonomii 2019
- Percy Williams Bridgman – nositel Nobelovy ceny za fyziku 1946
- Linda Buck – nositel Nobelovy ceny za fyziologii a lékařství 2004
- Ralph Bunche – nositel Nobelovy ceny míru 1950
- Elias James Corey – nositel Nobelovy ceny za chemii 1990
- Donald J. Cram – nositel Nobelovy ceny za chemii 1987
- Thomas Stearns Eliot – nositel Nobelovy ceny za literaturu 1948
- John Franklin Enders – nositel Nobelovy ceny za fyziologii a lékařství 1954
- Ricardo Giacconi – nositel Nobelovy ceny za fyziku 2002
- Walter Gilbert – nositel Nobelovy ceny za chemii 1980
- Sheldon Lee Glashow – nositel Nobelovy ceny za fyziku 1979
- Roy Glauber – nositel Nobelovy ceny za fyziku 2005
- Al Gore – nositel Nobelovy ceny míru 2007
- Oliver S. Hart – nositel Nobelovy ceny za ekonomii 2016
- Dudley Robert Herschbach – nositel Nobelovy ceny za chemii 1986
- Roald Hoffmann – nositel Nobelovy ceny za chemii 1981
- H. Robert Horvitz – nositel Nobelovy ceny za fyziologii a lékařství 2002
- William Kaelin Jr. – nositel Nobelovy ceny za fyziologii a lékařství 2019
- Jerome Karle – nositel Nobelovy ceny za chemii 1985
- Martin Karplus – nositel Nobelovy ceny za chemii 2013
- Henry Kissinger – nositel Nobelovy ceny míru 1973
- William Standish Knowles – nositel Nobelovy ceny za chemii 2001
- Roger D. Kornberg – nositel Nobelovy ceny za chemii 2006
- Michael Kremer – nositel Nobelovy ceny za ekonomii 2019
- David Morris Lee – nositel Nobelovy ceny za fyziku 1996
- William Lipscomb – nositel Nobelovy ceny za chemii 1976
- Roderick MacKinnon – nositel Nobelovy ceny za chemii 2003
- Eric Maskin – nositel Nobelovy ceny za ekonomii 2007
- Merton Miller – nositel Nobelovy ceny za ekonomii 1990
- George Richards Minot – nositel Nobelovy ceny za fyziologii a lékařství 1934
- David A. Morse – nositel Nobelovy ceny míru 1969
- Ben Roy Mottelson – nositel Nobelovy ceny za fyziku 1975
- William Parry Murphy – nositel Nobelovy ceny za fyziologii a lékařství 1934
- Joseph Murray – nositel Nobelovy ceny za fyziologii a lékařství 1990
- Barack Obama – nositel Nobelovy ceny míru 2009
- Edward Mills Purcell – nositel Nobelovy ceny za fyziku 1952
- Norman Foster Ramsey – nositel Nobelovy ceny za fyziku 1989
- Theodore William Richards – nositel Nobelovy ceny za chemii 1914
- Frederick Chapman Robbins – nositel Nobelovy ceny za fyziologii a lékařství 1954
- Alvin Roth – nositel Nobelovy ceny za ekonomii 2012
- Paul A. Samuelson – nositel Nobelovy ceny za ekonomii 1970
- Thomas Schelling – nositel Nobelovy ceny za ekonomii 2005
- Amartya Sen – nositel Nobelovy ceny za ekonomii 1998
- Julian Schwinger – nositel Nobelovy ceny za fyziku 1965
- Christopher Sims – nositel Nobelovy ceny za ekonomii 2011
- Vernon L. Smith – nositel Nobelovy ceny za ekonomii 2002
- Robert Solow – nositel Nobelovy ceny za ekonomii 1987
- Michael Spence – nositel Nobelovy ceny za ekonomii 2001
- William Howard Stein – nositel Nobelovy ceny za chemii 1972
- James Batcheller Sumner – nositel Nobelovy ceny za chemii 1946
- Jack Szostak – nositel Nobelovy ceny za fyziologii a lékařství 2009
- E. Donnall Thomas – nositel Nobelovy ceny za fyziologii a lékařství 1990
- James Tobin – nositel Nobelovy ceny za ekonomii 1981
- John Hasbrouck Van Vleck – nositel Nobelovy ceny za fyziku 1977
- Harold E. Varmus – nositel Nobelovy ceny za fyziologii a lékařství 1989
- James Dewey Watson – nositel Nobelovy ceny za fyziologii a lékařství 1962
- Thomas Huckle Weller – nositel Nobelovy ceny za fyziologii a lékařství 1954
- Torsten Wiesel – nositel Nobelovy ceny za fyziologii a lékařství 1981
- Robert Burns Woodward – nositel Nobelovy ceny za chemii 1965

### Umění
- Henry Adams – spisovatel, profesor, nositel Pulitzerovy ceny
- John Adams – hudební skladatel, nositel Pulitzerovy ceny
- Darren Aronofsky – americký filmový režisér, scenárista a filmový producent
- Margaret Atwoodová – kanadská spisovatelka, básnířka, literární kritička, a feministická a sociální aktivistka
- Luciano Berio – italský skladatel
- Leonard Bernstein – americký dirigent, hudební skladatel, klavírista, pedagog
- William Seward Burroughs – americký romanopisec, esejista, sociální kritik a malíř, beatnik
- Stephen Covey – americký spisovatel
- Michael Crichton – americký spisovatel, scenárista a televizní producent
- Edward Estlin Cummings – americký básník, malíř, dramatik a autor divadelních her
- Matt Damon – americký herec, držitel Oscara
- Paul de Man – americký spisovatel
- John Dos Passos – americký prozaik, dramatik, esejista a reportér
- Ralph Waldo Emerson – americký unitářský duchovní, esejista, básník a filozof
- David Halberstam – americký žurnalista a spisovatel
- Hill Harper – americký herec
- Helen Kellerová – americká spisovatelka, aktivistka a lektorka
- John Fitzgerald Kennedy – americký prezident, nositel Pulitzerovy ceny
- Ursula K. Le Guinová – americká spisovatelka
- Tommy Lee Jones – americký herec a režisér
- Jack Lemmon – americký herec
- Henry Wadsworth Longfellow – americký básník
- Norman Mailer – americký spisovatel
- Anne McCaffrey – autorka na hranici sci-fi a fantasy
- Tom Morello – americký kytarista a vítěz Grammy
- Natalie Portman – americká herečka
- Elisabeth Shue – americká herečka
- Susan Sontagová – americká spisovatelka, teoretička fotografie, esejistka, publicistka
- John Updike – americký spisovatel, nositel Pulitzerovy ceny
- Owen Wister – americký spisovatel

### Přírodní vědy
- Gregory Bateson – antropolog, kybernetik a filozof
- Stephen Cook – americký informatik
- Stephen Jay Gould – americký zoolog, paleontolog, evoluční biolog
- Brian Greene – americký fyzik, teoretik strun
- William James – psycholog, jeden ze zakladatelů vědecké a empirické psychologie
- Theodore Kaczynski – matematik, sociální kritik, anarchista
- Alfred Charles Kinsey – americký psycholog, biolog a etolog, profesor entomologie a zoologie
- Marvin Minsky – americký vědec zabývající se umělou inteligencí
- Robert Oppenheimer – americký teoretický fyzik, nejznámější svou účastí v projektu Manhattan
- Charles Peirce – americký matematik a logik, zakladatel pragmatismu a moderní sémiotiky
- Richard Stallman – zakladatel hnutí svobodného softwaru, projektu GNU a v říjnu 1985 také Free Software Foundation
- Edward Osborne Wilson – americký přírodovědec, biolog a entomolog

### Politici
- John Adams – druhý prezident USA
- John Quincy Adams – šestý prezident USA
- Mahidol Adulyadej – otec thajských králů Anandy Mahidola (Rama VIII) a Bhumibola Adulyadeje (Rama IX)
- Bénazír Bhuttová – pákistánská politička
- Michael Bloomberg – starosta New Yorku
- Zbigniew Brzezinski – polsko-americký politolog, byl bezpečnostním poradcem amerického prezidenta Cartera
- George W. Bush – 43. prezident USA
- Felipe Calderón – mexický prezident
- Shaun Donovan – americký ministr bytové výstavby a rozvoje měst
- Michael Dukakis – americký guvernér, kandidát na prezidenta USA za Demokratickou stranu
- Cachjagín Elbegdordž – mongolský prezident
- Elbridge Gerry – americký viceprezident
- Al Gore – americký viceprezident
- John Hancock – americký guvernér
- Rutherford B. Hayes, 19. prezident USA
- Alger Hiss – americký diplomat, špión Sovětského svazu
- Michael Chertoff – americký ministr vnitřní bezpečnosti
- Michael Ignatieff – kanadský historik, spisovatel, politik, předseda Liberální strany
- Edward Kennedy – americký senátor
- John F. Kennedy, 35. prezident USA
- Robert Kennedy – americký ministr spravedlnosti
- Pan Ki-mun, generální tajemník OSN
- Robert McNamara – americký ministr obrany
- Ralph Nader – americký právní zástupce a politický aktivista
- Barack Obama – 44. prezident USA
- Michelle Obama, manželka B. Obamy
- Sebastián Piñera – prezident Chile
- Eduardo Rodríguez Veltzé – prezident Bolívie
- Mitt Romney – americký republikánský politik
- Franklin D. Roosevelt – 32. prezident USA
- Theodore Roosevelt – 26. prezident USA
- Harrison Schmitt – americký senátor, geolog a astronaut
- Charles Schumer – americký senátor
- Eliot Spitzer – americký guvernér, právník a politik
- Pierre Trudeau – 15. kanadský ministerský předseda
- Álvaro Uribe Vélez – kolumbijský prezident
- Mark Warner – americký senátor

### Ostatní
- Ben Bernanke – ekonom a předseda výboru guvernérů Federálního rezervního systému USA
- Donald Davidson – americký filozof, představitel analytické filozofie a filozofie jazyka
- Ralph Waldo Emerson – filozof
- Martin Feldstein – americký konzervativní ekonom, poradce prezidentů USA
- John Kenneth Galbraith – americký ekonom
- Bill Gates – zakladatel Microsoftu
- Amy Goodman – americká novinářka a spisovatelka
- Walter Gropius – německý architekt, zakladatel Bauhausu
- Samuel Huntington – americký politický teoretik, byl poradcem amerického prezidenta Cartera
- Philip Johnson – americký architekt
- Hans Kelsen – teoretik práva
- Thomas Samuel Kuhn – americký filozof, fyzik, teoretik vědy a vědeckého poznání
- Bernard Francis Law – americký katolický duchovní, kardinál
- Timothy Leary – americký psycholog, spisovatel, filozof, popularizátor drogy LSD
- Herbert Marcuse – sociolog a filozof
- Ernst Mayr – evoluční biolog
- I. M. Pei – architekt narozený v Číně
- Willard Van Orman Quine – americký filozof a logik
- John Reed – americký novinář, básník a komunistický aktivista
- Edwin O. Reischauer – americký odborník na dějiny a kulturu Japonska a východní Asie
- Josiah Royce – americký idealistický filozof, logik a spisovatel
- George Santayana – americký filozof, kritik a spisovatel španělského původu, představitel naturalismu
- Burrhus Frederic Skinner – americký psycholog a autor
- Henry David Thoreau – spisovatel a filozof

Absolventi se často stávají prominentními účastníky veřejného života po celém světě. Významnými absolventy programu Kennedy School of Government jsou například současný generální tajemník Organizace spojených národů Pan Ki-mun nebo bývalý ředitel Světové banky Robert Zoellick.

### Češi na Harvardu
- Viktor Kožený

Mezi vyučujícími byli i čeští profesoři:
- František Dvorník – 1948–1965 profesor byzantologie
- Jan Amos Komenský – roku 1642 byl požádán, aby Harvardovu kolej řídil, nabídky však nevyužil.[5]
- Zdeněk Kopal – na Harvardu 1938–1951, od roku 1948 mimořádný profesor numerické analýzy.
- Luboš Motl – profesor fyziky (zejména teorie superstrun)
- Jan Sokol – přednášel etiku a lidská práva v zimním semestru 2008/2009
- Milada Součková – spisovatelka a lektorka, později knihovnice HU